# Place de la Concorde (pintura)
Place de la Concorde o Vescomte Lepic i les seves filles creuant la plaça de la Concorde o Ludovic Lepic i la seva Filla és un oli de 1875 d'Edgar Degas. Mostra el vescomte Ludovic-Napoléon Lepic fumant un cigar, amb les seves filles, i el seu gos, i un home solitari a l'esquerra a la Place de la Concorde a París. Al fons es veuen els els Jardins de les Teuleries darrere una paret de pedra. El Vescomte Lepic era un aristòcrata, artista, i flâneur. Molts historiadors d'art creuen que la quantitat gran d'espai negatiu, l'enquadrament i la direcció en la que cada subjecte està mirant, denoten la influència de la fotografia.
Aquest original es va considerar perdut durant quatre dècades després de la Segona Guerra Mundial, fins que les autoritats russes el varen exposar a l'Ermitage, on roman des d'aquell dia. Durant l'ocupació soviètica d'Alemanya l'obra va ser traslladada de la col·lecció d'Otto Gerstenberg fins a l'Ermitage.
Degas també va pintar el Retrat del comte Lepic i les seves filles, una pintura de 1870.